# 熱塑性聚氨酯
熱塑性聚氨酯（Thermoplastic polyurethane, TPU）是具有弹性、透明、抗油、抗脂、耐磨等特性的聚氨酯塑料。這類塑料是熱塑性彈性體，包括由硬鏈段及軟鏈段所組成的線性鏈段共聚物。

## 化學
熱塑性聚氨酯是由硬鏈段和軟鏈段交替出現而組成的嵌段共聚物（block copolymer），分別是由异氰酸酯和短鏈二元醇的產物（所謂的擴鏈劑），以及异氰酸酯和長鏈二元醇的產物。調整反應化合物的比例、結構及分子量，可以產生許多不同的TPU。這可以讓化學家調整聚合物的結構，以達到理想的材質。

## 形態學
熱塑性聚氨酯中包括嵌段結構的線性聚合鏈。其中包括低极性，比較長的鏈段（稱為軟鏈段），以及高极性，比較短的鏈段（稱為硬鏈段）。二種鏈段靠共價鍵連結，因此稱為嵌段共聚物。軟鏈段和硬鏈段的混溶性視其玻璃轉化溫度（Tg）差異而定，這出現在發生微布朗鏈段運動的時候，可以用動態力學譜識別。針對不混溶的TPU，損耗模量譜會出現二個峰值，每一個對應一個成分的玻璃轉化溫度。若二個成分可以混溶，就只會出現一個峰值，位在二個成份玻璃轉化溫度之間。
硬鏈段的極性造成彼此之間很強的吸引力，讓這個相產生高度的聚合及次序，在軟且可撓的基質中形成結晶或是偽結晶的區域。各區塊之間的相隔離（phase separation）可能重要，也可能不重要，視可撓鏈的極性及分子量，製造條件而定。結晶區或是偽結晶區的作用類似實體的交叉鏈接，會影響熱塑性聚氨酯的彈性，而可撓鏈會影響其伸長的特性。
不過，這些「偽交叉鏈接」在受熱後就會消失，因此可以用挤塑成型、注射製模、压延成型等加工方式對熱塑性聚氨酯加工。熱塑性聚氨酯的廢料也可以再加工利用。

## 用途
熱塑性聚氨酯的用途很多，包括汽車儀表板、腳輪、電動工具、體育用品、醫療設備、傳動皮帶、鞋子、充氣筏、消防水管，以及擠出的薄膜、片材以及形材。熱塑性聚氨酯也是一些裝置（像是手機）的可撓外殼中常見的材質。
熱塑性聚氨酯常用在電線和電纜的護套、軟管和管材，粘合劑以和紡織塗層，也用來做其他聚合物的抗衝改質劑。熱塑性聚氨酯也用在高性能的薄膜上，例如耐衝擊的夾層玻璃結構。